# رفتار تغذیه‌ای
رفتار تغذیه‌ای (به انگلیسی: feeding behaviours) به رفتار و شیوه تغذیه در جانداران (اغلب حیوانات) گفته می‌شود. فرایند تغذیه به‌طور معمول در بین حیوانات با رفتارهای متفاوت به وجود می‌آید.

## طبقه‌بندی

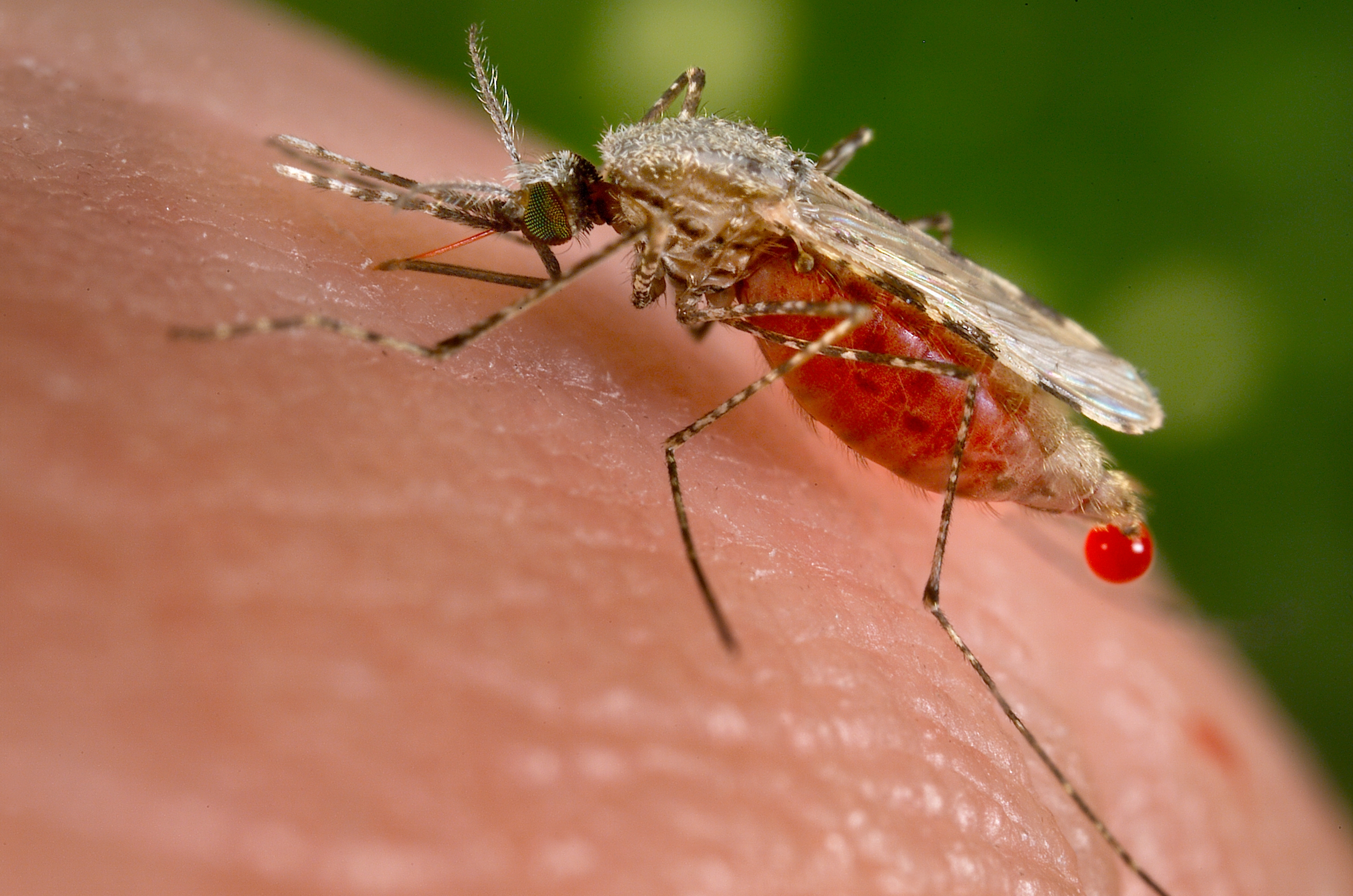
یک پشه در حال تغذیه از خون

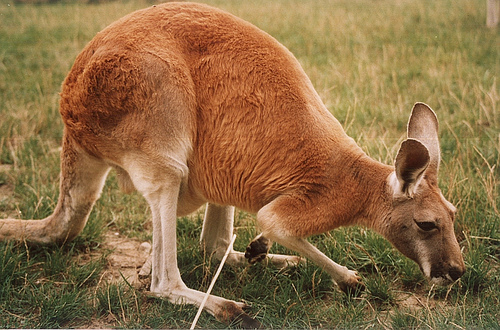
یک کانگورو در حال تغذیه علف

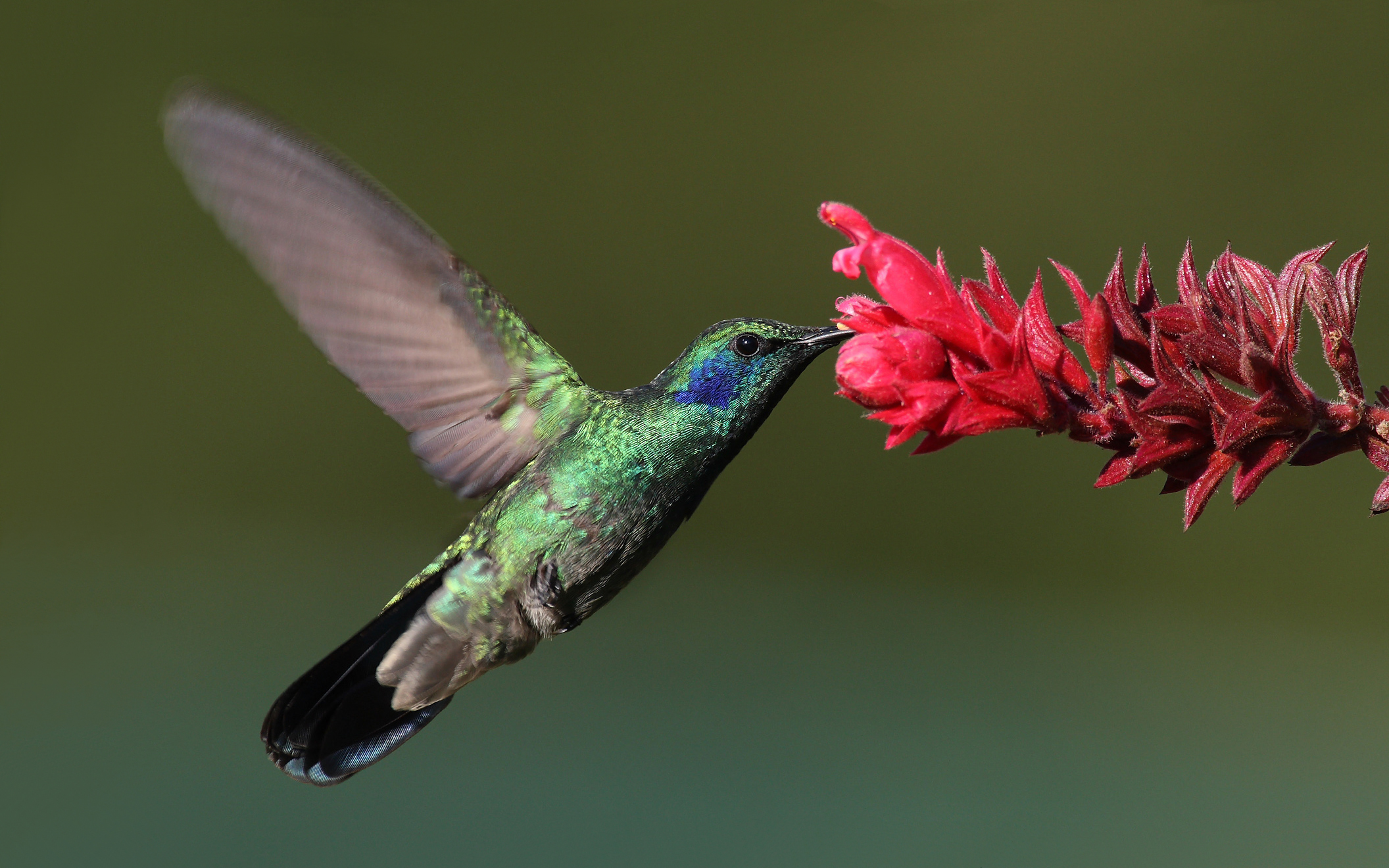
یک مرغ مگس‌خوار در حال تغذیه شهد

### نحوه تغذیه
- پالیده‌خواری - تغذیه از ذرات معلق در آب
- پوده‌خواری - تغذیه از مواد خاکی
- خون خواری - تغذیه ار طریف دریافت مایعات (خون) موجود در بدن دیگر جانداران

### نوع مواد غذایی
- گوشت‌خواران - تغذیه از حیوانات

* خون خواری - تغذیه ار خون
* حشره‌خواری - تغذیه از حشرات
* فلس‌خواری - تغذیه از ماهی‌های فلس‌دار
* انسان‌خواری - تغذیه از انسان‌ها
* نرم‌تن‌خواری - تغذیه از نرم‌تنان
* مخاط‌خواری - تغذیه از مخاط
* مارخواری - تغذیه از مار
* ماهی‌خواری - تغذیه از ماهی
* اسفنج‌خواری - تغذیه از اسفنج
- گیاه‌خواری - تغذیه از گیاهان

* برگ‌خواری - تغذیه از برگ
* میوه‌خواری - تغذیه از میوه
* علف‌خواری - تغذیه از علف
* دانه‌خواری - تغذیه از دانه
* شهدخواری - تغذیه از شهد
* گرده‌خواری - تغذیه از گرده
* چوب‌خواری - تغذیه از چوب
- همه‌چیزخواری - تغذیه از گیاهان و حیوانات
- قارچ‌خواری - تغذیه از قارچ
- باکتری‌خواری - تغذیه از باکتری

تغذیه از غیر جانداران و مرده‌خواری
- مدفوع‌خواری - تغذیه از مدفوع
- پوده‌خواری - تغذیه از مواد موجود در خاک
- خاک‌خواری - تغذیه از خاک
- لاشه‌خوار - تغذیه از لاشه حیوانات

همچنین چند نوع تغذیه غیرمعمول نیز وجود دارد:
- آدم‌خواری - تغذیه از انسان
- تغذیه از خود - تغذیه از بخش‌هایی از بدن خود
- آمیزش‌خواری - تغذیه پس از آمیزش
- خوراک‌گذرانی - تغذیه غذای دیگر جانداران
- تخم‌خواری - تغذیه از تخم جانداران
- نوزادخواری - تغذیه از نوزادان
- جفت‌خواری - تغذیه از جفت

## منبع
مشارکت‌کنندگان ویکی‌پدیا. «List of feeding behaviours». در دانشنامهٔ ویکی‌پدیای انگلیسی، بازبینی‌شده در ۱۷ نوامبر ۲۰۰۹.